# Villes forestières
On désignait spécialement sous le nom de villes forestières quatre villes allemandes comprises dans l'ancien cercle de Souabe, et situées jadis dans la Forêt-Noire : ce sont Laufenbourg, Rheinfelden, Säckingen, Waldshut, des villes qui étaient part de l'Autriche antérieure, dont le siège gouvernemental était Ensisheim. 
Au XIIe siècle, on a nommé aussi les trois cantons primitifs de la Suisse : Uri, Schwytz et Unterwald
Waldstätten, complété par ville et canton Lucerne au XIVe siècle.

## Source
Cet article comprend des extraits du Dictionnaire Bouillet. Il est possible de supprimer cette indication, si le texte reflète le savoir actuel sur ce thème, si les sources sont citées, s'il satisfait aux exigences linguistiques actuelles et s'il ne contient pas de propos qui vont à l'encontre des règles de neutralité de Wikipédia.
- Christian Ruch, « Villes forestières » dans le Dictionnaire historique de la Suisse en ligne, version du 20 juillet 2012.